# Markus Freiwald

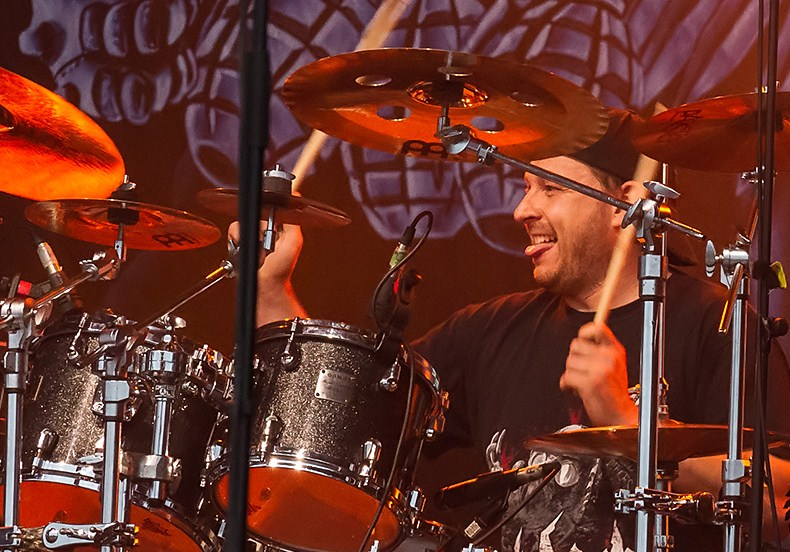
Markus Freiwald (2013)

Markus „Makka“ Freiwald (* 19. März 1971 in Dortmund) ist ein deutscher Metal-Schlagzeuger.

## Werdegang
Im Alter von 15 Jahren begann Freiwald Schlagzeug zu spielen. Seine erste Band war Despair, wo er mit dem späteren Gründer des Labels Century Media Robert Kampf und dem späteren Produzenten Waldemar Sorychta zusammen spielte. Nach drei Studioalben löste sich die Band 1993 auf. Ein Jahr später schloss sich Freiwald der Band Voodoocult an, nachdem deren Schlagzeuger Dave Lombardo nicht mit auf Tour gehen konnte. 1995 spielte Freiwald auf dem letzten, selbstbetitelten Voodoocult-Album, bevor sich die Band auflöste. 1997 spielte Freiwald auf dem ersten und einzigen Album der Bochumer Band Flaming Anger. Anschließend spielte Freiwald noch auf drei Alben des Dortmunder Hip-Hop-Musikers Lee Buddah. Darüber hinaus war Markus Freiwald bei verschiedenen Bands als Live- und Studioschlagzeuger aktiv, unter anderem bei Kreator, Lacuna Coil, Rotting Christ und Rumble Militia.
Anfang der 2000er Jahre zog er sich aus dem Musikgeschäft zurück und verkaufte sein Schlagzeug. Im Jahre 2010 schloss sich Markus Freiwald der Band Sodom an und wurde Nachfolger von Konrad „Bobby“ Schottkowski. Mit Sodom veröffentlichte Freiwald drei Studioalben. 2017 wurden Sodom als beste deutsche Band bei den Metal Hammer Awards ausgezeichnet. Im Januar 2018 trennte sich Sodom-Sänger Tom Angelripper von Freiwald und dem Gitarristen Bernd Kost. Nach eigenen Angaben wurden Kost und Freiwald über eine WhatsApp-Nachricht über ihren Rausschmiss informiert. Kost und Freiwald gründeten daraufhin die Band Bonded. Nach zwei Studioalben verkündete Freiwald im Dezember 2021 seinen Ausstieg.
Markus Freiwald ist verheiratet. Nach seinem zwischenzeitlichen Rückzug aus dem Musikgeschäft machte er eine Umschulung zum Softwareentwickler. Mittlerweile arbeitet er bei Century Media in der Logistik und betreut den Handel.

## Diskografie
| mit Afterblood - 2013: Of Unsound Minds mit Tom Angelripper - 1998: Ein Tröpfchen voller Glück mit Lee Buddah - 1997: Halbgescheid - 1998: Heisser Sommer - 2000: Primat Midi | mit Bonded - 2020: Rest in Violence - 2021: Into Blackness mit Despair - 1988: History of Hate - 1990: Decay of Humanity - 1992: Beyond All Reason mit Flaming Anger - 1997: Biosphere II | mit Sodom - 2010: In War and Pieces - 2013: Epitome of Torture - 2016: Decision Day mit Voodoocult - 1995: Voodoocult |